# Субтропици
Субтропиците са природогеографски и климатични зони, разположени между тропиците (23,5°) и умерените пояси (35 – 66,5°) северно и южно от Екватора. Субтропичният климат често се характеризира с топли до горещи лета и меки зими с редки замразявания. Субтропичният климат се дели на два основни типа: влажен субтропичен климат, при който дъждовете са концентрирани в най-топлите месеци (примери: Брисбън (Австралия) и Джаксънвил (САЩ)), и сух субтропичен климат (наричан още средиземноморски климат), при който дъждовете са концентрирани в най-хладните месеци (примери: Неапол (Италия) и Лос Анджелис (САЩ)).
Субтропичен климат може да се наблюдава и при големи надморски височини при тропиците, какъвто е например случаят с Мексиканското плато и във Виетнам и Тайван. Голяма част от пустините на Земята се намират в субтропиците, поради развиването на т.нар. Конски ширини. При саваните в субтропиците се наблюдава ежегоден дъждовен сезон през лятото, когато падат повечето от годишните валежи. Районите в съседство с топли океани често са обект на тежки валежи от тропически циклони, които могат да допринесат за значителна част от годишните валежи. В субтропиците растат палми, цитруси, манго, шамфъстък, личи и авокадо.

## Температури
Средната месечна температурата през лятото в субтропиците е над 20 °C, а през зимата е над 4 °C. При навлизането на полярни въздушни маси са възможни замразявания и понякога спадане на температурата до −10 °C. Количеството на валежите и режимът им могат да имат големи разлики от крайбрежните райони до вътрешноконтиненталните, което, заедно с увеличаването в същата посока на континенталния климат, води до значителни разлики в образуването на природните зони.

## Валежи
Затоплянето на Земята близо до Екватора води до голямо движение на въздуха нагоре и конвекция по дължина на вътрешнотропичната зона на конвергенция. По този начин въздухът се издига и се отдалечава от Екватора. Докато той се движи към средните географски ширини, той се охлажда и слиза надолу, което води до утаяване близо до 30-ия паралел в двете полукълба. Тази циркулация е позната под името клетка на Хадли и води до образуването на субтропическа ивица. Много от пустините на Земята са образувани под въздействието на тези климатологични зони с високо налягане, намиращи се в субтропиците. Такъв сух субтропичен режим се наблюдава в областите в съседство до мощни студени океански течения, Примери за такива области са крайбрежните зони на Южна Африка (Намибия, ЮАР), южните части на Канарските острови и крайбрежията на Перу и Чили.
Влажният субтропичен климат често се наблюдава в западната част на субтропичното ядро. При него нестабилни тропични въздушни маси през лятото причиняват конвективно преобръщане и чести тропически порои, а лятото по традиция е сезонът с най-много валежи през годината. През зимата мусонът се отдръпва и по-сухите пасати довеждат по-стабилни въздушни маси и сухо слънчево време. Такива области има в Австралия, Югоизточна Азия, части от Южна Америка и Дълбокият Юг на САЩ. В районите, граничещи с топли океани, като например югоизточните американски щати и Източна Азия, тропичните циклони могат в голяма степен да допринесат за местните валежи. Япония получава повече от половината от валежите си от тайфуни.
Средиземноморският климат е субтропичен климат с дъждовен сезон през зимата и сух сезон през лятото. Регионите с този тип климат включват крайбрежията на Средиземно море, югозападните части на Австралия около Пърт, части от западното крайбрежие на Южна Америка около Сантяго, западното крайбрежие на Мексико и крайбрежието на Калифорния в САЩ.

## Растителност
Климатът в субтропиците рядко създава условия за замръзвания или сняг, което позволява на растения като палми и цитруси да процъфтяват в тях. Някои от традиционно отглежданите култури в субтропиците включват: манго, личи, авокадо. Борбата с вредителите по културите е по-лека, отколкото в тропиците, поради по-хладните зими. Освен тях, в тропиците виреят спорови растения, драцена и юка. Дървета от семейство Тисови растат в субтропичен климат, както и различни сортове ябълка, круша и нар.